# Allochernes loebli
Allochernes loebli es una especie de arácnido  del orden Pseudoscorpionida de la familia Chernetidae.

## Distribución geográfica
Se encuentra en algunas zonas de Pakistán.